# Bolesław Mozołowski
Bolesław Alfred Mozołowski (ur. 23 lipca 1886 w Sanoku, zm. 10 kwietnia 1942 w Auschwitz) – doktor praw, sędzia.

## Życiorys
Bolesław Alfred Mozołowski urodził się 23 lipca 1886 w Sanoku w rodzinie wyznania greckokatolickiego, jako syn Wiktora (radny miejski, działacz sokoli i społeczny w Sanoku, bibliotekarz Czytelni Mieszczańskiej, właściciel antykwarni, kupiec) i Felicji z domu Pająk. Miał siostrę Helenę Aldonę (ur. 1890, od 1912 zamężna z Janem Jakubowskim, asystentem Politechniki Lwowskiej), brata Zdzisława (ur. 1892). Był bratankiem Józefa, kuzynem Stefana i Włodzimierza Mozołowskich.
W 1904 zdał z odznaczeniem egzamin dojrzałości w C. K. Gimnazjum w Sanoku (w jego klasie byli m.in. Zdzisław Adamczyk, Stanisław Charzewski, Witold Fusek, Bronisław Praszałowicz, Kazimierz Świtalski, Zygmunt Tomaszewski). Będąc studentem prawa uchwałą Rady Miejskiej w Sanoku z około 1906/1907 został uznany przynależnym do gminy Sanok. Ukończył studia na Wydziale Prawa Uniwersytetu Lwowskiego uzyskując stopień doktora praw. Od początku studiów był członkiem Czytelni Akademickiej we Lwowie. W 1912 jako praktykant sądowy został mianowany przez C. K. Sąd Krajowy we Lwowie auskultantem. Od około 1913 był auskultantem przy C. K. Sądzie Obwodowym w Sanoku (analogicznie B. Praszałowicz, Z. Tomaszewski, Władysław Żarski, Michał Drwięga).
Był członkiem sanockiego gniazda Polskiego Towarzystwa Gimnastycznego „Sokół” od 1906, 1912. Przed 1914 w Sanoku działał w organizacjach niepodległościowych: „Armii Polskiej” (w 1912 ukończył kurs podoficerski; (wraz z nim działali m.in. Bronisław Praszałowicz, Jan Sadowski, Józef Smoleń, Edward Zegarski) oraz VII Drużynie Strzeleckiej. Po decyzji władz naczelnych Związku Polskich Towarzystw Gimnastycznych „Sokół” o militaryzacji związku w postaci tworzenia Stałych Drużyn Sokolich (także jako Sokole Drużyny Polowe) także w Sanoku w ramach sanockiego gniazda „Sokoła” powstała Stała Drużyna Sokola 29 czerwca 1913, jej komendantem został kpt. Franciszek Stok, a instruktorami szkolenia m.in. Bronisław Praszałowicz i Bolesław Mozołowski.
Po odzyskaniu przez Polskę niepodległości wstąpił do służby sądowniczej II Rzeczypospolitej. Jako aplikant 22 lipca 1919 został mianowany sędzią zapasowym w IX klasie rangi w okręgu Sądu Zapasowego we Lwowie (analogicznie B. Praszałowicz i W. Żarski). W grudniu 1919 został mianowany asesorem sądowym przy Sądzie Powiatowym w Wejherowie, a wiosną 1920 mianowany tamże sędzią powiatowym. W połowie 1920 został sędzią Sądu Powiatowego w Pucku. W 1921 został mianowany sędzią powiatowym w Chełmnie. W późniejszych latach ponownie był sędzią Sądu Powiatowego w Pucku (ok. 1927-1928), potem sędzią i naczelnikiem Sądu Grodzkiego w Pucku (ok. 1929), następnie od 7 czerwca 1929 sędzią Sądu Okręgowego w Toruniu (do ok. 1930-1931), sędzią Sądu Apelacyjnego w Toruniu (ok. 1932-1934), po czym był sędzią Sądu Apelacyjnego w Poznaniu (ok. 1934-1939).
Pod koniec lat 20. był członkiem Towarzystwa Naukowego w Toruniu. W latach 30. należał do Koła w Poznaniu Zrzeszenia Sędziów i Prokuratorów Rzeczypospolitej Polskiej.
9 stycznia 1932 został odznaczony przez prezydenta RP Ignacego Mościckiego Medalem Niepodległości za pracę w dziele odzyskania niepodległości. Jego żoną była Felicita z domu Słonimska.
Po wybuchu II wojny światowej 1939 został wysiedlony przymusowo z Poznania do Sandomierza. W tym mieście w połowie marca 1942 został aresztowany przez Niemców. Był przetrzymywany w Radomiu. 28 marca 1942 został osadzony w niemieckim obozie koncentracyjnym Auschwitz, otrzymując obozowy numer więźnia 27449. Tam poniósł śmierć 10 kwietnia 1942.

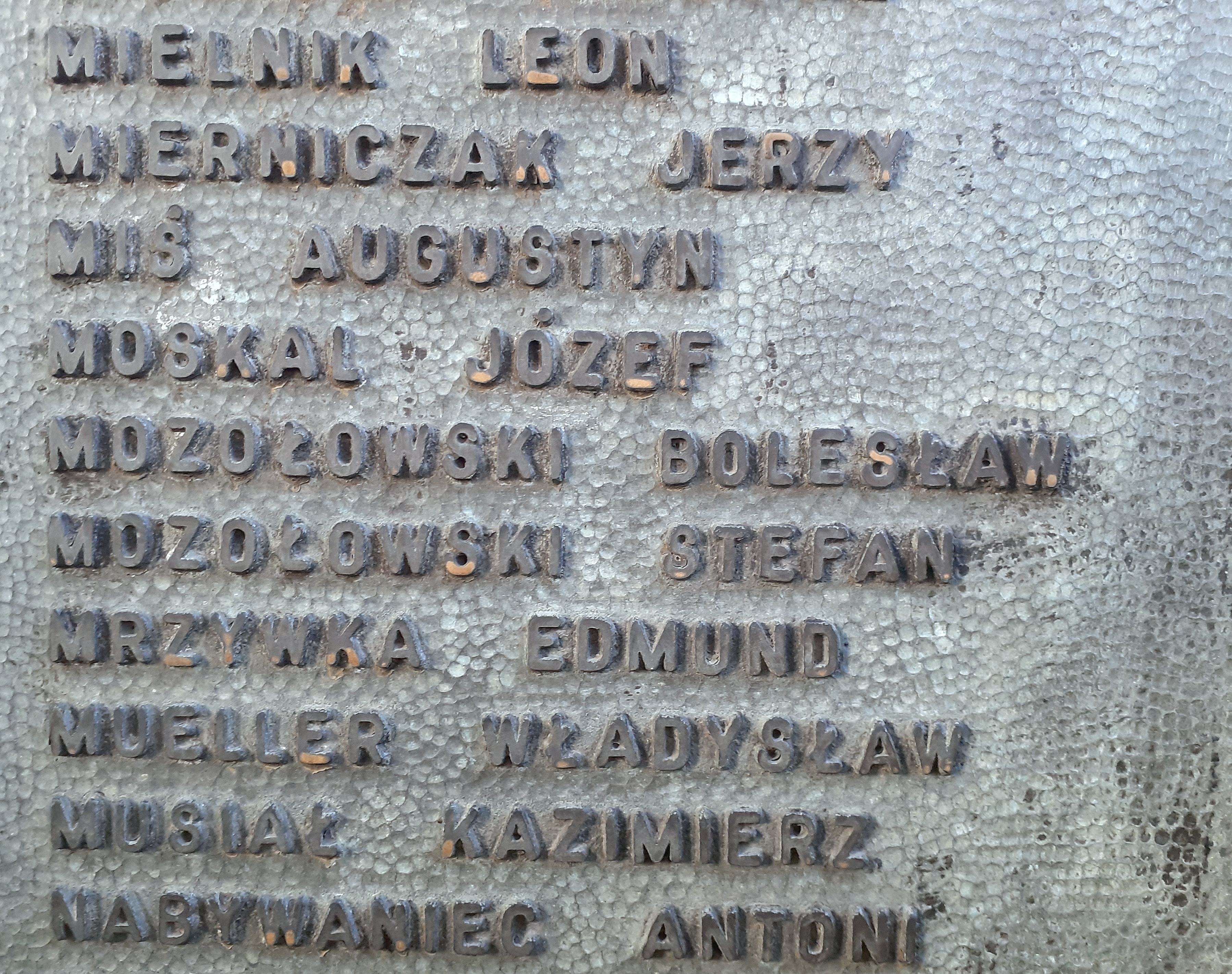
Upamiętnienie na Mauzoleum w Sanoku

## Upamiętnienie
Podczas „Jubileuszowego Zjazdu Koleżeńskiego b. Wychowanków Gimnazjum Męskiego w Sanoku w 70-lecie pierwszej Matury” 21 czerwca 1958 nazwisko Bolesława Mozołowskiego zostało wymienione w apelu poległych w gronie ofiar umęczonych w obozie oświęcimskim i innych obozach na ziemi niemieckiej oraz na ustanowionej w budynku gimnazjum tablicy pamiątkowej poświęconej poległym i pomordowanym absolwentom gimnazjum.
W 1962 Bolesław Mozołowski został upamiętniony wśród innych osób wymienionych na jednej z tablic Mauzoleum Ofiar II Wojny Światowej na obecnym Cmentarzu Centralnym w Sanoku.
Na cmentarzu św. Pawła w Sandomierzu ustanowiono upamiętnienie symboliczne Bolesława Mozołowskiego (ponadto został upamiętniony jego krewny, Cyprian Mozołowski, ur. 1926, zm. 1945, zmarły tragicznie podczas robót przymusowych w III Rzeszy).